# Tombi Bell
Tombi Atiya Bell, coniugata Bates (Saint Croix, 19 aprile 1979), è un'ex cestista americo-verginiana.
È la sorella di Raja Bell.

## Carriera
È stata selezionata dalle Minnesota Lynx al terzo giro del Draft WNBA 2001 (39ª scelta assoluta).
Con le Isole Vergini Americane ha disputato i Campionati centramericani del 2003.